# Космос (футбольный клуб, Долгопрудный)
«Ко́смос» — российский футбольный клуб из подмосковного города Долгопрудный. С сезона 2022/23 выступает во Второй лиге.

## История
В 1998 году футбольный клуб «Космос» (Долгопрудный) перебазировался в Электросталь. В это же время в Долгопрудном, по инициативе мэра города, под руководством главного тренера Олега Анатольевича Крысанова образовался новый клуб с одноимённым с городом названием. Сначала «Долгопрудный» играл в любительском первенстве, затем во втором дивизионе. В 2020 году объединился с химкинским «Олимпом», спустя год вышел в первый дивизион и перебазировался в Химки, а в Долгопрудном во втором дивизионе стал играть клуб «Олимп-Долгопрудный-2».
12 апреля 2022 года было объявлено о создании нового клуба — «Космос» — на базе «Олимпа-Долгопрудного-2» и планах заявиться в ФНЛ-2. Вторая команда «Космос-2», собранная из игроков молодёжных команд «Олимп-Долгопрудный-М» и «Олимп-Долгопрудный-3», стала участницей первенства III дивизиона (чемпионат Московской области среди ЛФК в группе «А») сезона 2022 года, проведя первый матч 23 апреля. Название «Космос» содержит в себе отсылку к клубу, который представлял Долгопрудный в соревнованиях 1990-х годов. 26 мая в клубе сообщили о получении лицензии для участия в первенстве ФНЛ-2 и кубке России сезона 2022/23. 9 июня РФС официально опубликовал список получивших лицензию, таким образом, «Космос» был оформлен в статусе профессионального клуба.

## Результаты
| Первенство | Первенство                          | Первенство                          | Первенство | Первенство | Первенство | Первенство | Первенство | Первенство | Первенство | Первенство                             | Кубок                   |
| Сезон      | Лига                                | Лига                                | Место      | И          | В          | Н          | П          | Мячи       | О          | Примечания                             | Кубок                   |
| ---------- | ----------------------------------- | ----------------------------------- | ---------- | ---------- | ---------- | ---------- | ---------- | ---------- | ---------- | -------------------------------------- | ----------------------- |
| 2022/23    | Вторая лига, группа 3               | 1-й этап, подгруппа 2               | 10 из 24   | 22         | 12         | 3          | 7          | 54-27      | 39         | 4-е место из 12, выход в подгруппу «А» | 4-й раунд пути регионов |
| 2022/23    | Вторая лига, группа 3               | 2-й этап, подгруппа «А»             | 10 из 24   | 12         | 2          | 3          | 7          | 10-14      | 9          | За 1—12-е места, старт — с 5-го места  | 4-й раунд пути регионов |
| 2023       | Вторая лига, дивизион «Б», группа 3 | Вторая лига, дивизион «Б», группа 3 | 10 из 18   | 17         | 6          | 5          | 6          | 24-28      | 23         |                                        | 2-й раунд пути регионов |
| 2024       | Вторая лига, дивизион «Б», группа 3 | Вторая лига, дивизион «Б», группа 3 | 2 из 15    | 28         | 16         | 6          | 6          | 45-23      | 54         |                                        | 3-й раунд пути регионов |
| 1.         |                                     |                                     |            |            |            |            |            |            |            |                                        |                         |

Вторая команда клуба «Космос-2» в сезоне 2022 года чемпионата Московской области в рамках первенства России среди ЛФК заняла 8-е место из 12 (в Кубке Московской области среди ЛФК дошла до 1/4 финала), в сезоне 2023 года — 9-е место из 14 (в кубке проиграла в четвертьфинале), в сезоне 2024 года — 9-е место из 15 (в кубке проиграла в четвертьфинале). В сезоне 2025 года помимо «Космоса-2» имеется участвующая в чемпионате Москвы (дивизион «А») команда академии (молодёжная команда).

## Тренерский штаб и администрация
| Должность                    | Имя                    |
| ---------------------------- | ---------------------- |
| Главный тренер               | / Андрей Прошин        |
| Ассистент                    | Ренат Сабитов          |
| Тренер по работе с вратарями | Дмитрий Вяльчинов      |
| Спортивный директор          | Андрей Мещанинов       |
| Президент                    | Тарас Воробьёв         |
| Работа с болельщиками        | Сергей Крылов          |
| Массажист                    | Магомедрасул Магомедов |